# フランク・ショーター
フランク・ショーター（Frank Shorter, 1947年10月31日 - ）は、アメリカの陸上競技男子マラソン選手。1972年ミュンヘンオリンピックのマラソン競技でアメリカに64年ぶりの金メダルをもたらした。

## 人物・来歴
従軍していた父がドイツに滞在していたため、ミュンヘンで生まれる。帰国後はニューヨーク州で育つ。マサチューセッツ州のハイスクールからイェール大学に進学。家庭は10人兄弟で、苦学生だった。
イェール大学在学中の1968年に、メキシコシティーオリンピックのマラソン競技アメリカ予選に出場したが、途中棄権に終わっている。その後はトラックを主体とし、1969年の全米大学体育協会競技会の10000mに優勝。
イェール大学卒業後、フロリダ大学の法科大学院に進み、法律を専攻した。ショーターがフロリダを選んだのは、フロリダ・トラッククラブにメキシコ五輪5000m代表のジャック・バチェラーら優秀な長距離選手が在籍しており、そこでトレーニングをする目的もあった。1970年には5000mと1000mで全米チャンピオンとなり、その後も1977年までの間に4度、10000mのチャンピオンとなっている。
1971年から本格的にマラソンに取り組み、同年6月の全米選手権で2位、8月のパンアメリカン選手権で優勝したものの、記録的には平凡でマラソン選手としては無名の存在だった。しかし、同年12月の国際マラソン（現・福岡国際マラソン）では、前年優勝の宇佐美彰朗を抑えて2時間12分50秒4の好記録で優勝し、トップランナーの仲間入りを果たす。以後、翌年のミュンヘンオリンピックをはじめとして主要マラソンで優勝を重ねた（福岡国際は4連覇）。ミュンヘン・モントリオールの2度の五輪予選はいずれも2位で「無敗」ではなかったものの、1970年代最強のマラソンランナーであったといえる。ミュンヘンオリンピックでは、10000mでも5位入賞を果たしており、こうした経歴からマラソンにスピードを持ち込んだ選手と表現される。
しかし、アベベ・ビキラ（エチオピア）以来のオリンピックでのマラソン二連覇確実と言われた1976年モントリオールオリンピックで当時東ドイツの伏兵ワルデマール・チェルピンスキーに敗れて銀メダルに終わった。また、現役時代に「サブテン」（2時間10分未満）は達成できず、自己ベストをマークした1972年の国際マラソンでは後半腹痛に見舞われてペースダウンし、「これがなければ9分台は出せた」と悔しがった。
現役時代は当初口ひげをたくわえ、ランナーには珍しかった長髪など独特のスタイルで異彩を放った。ただし、ひげは1973年にそり落としている。
引退後には現役当時の経験も盛り込んだマラソンの指導書を著している。1977年にスポーツウエア会社のフランク・ショーター・ランニングギア社を設立した。

## エピソード
1973年の毎日マラソン（後のびわ湖毎日マラソン）に出場したショーターはレース中、10キロ地点で給水をした直後に腹痛に襲われ、沿道の観客の持っていた小旗（主催新聞社が配布するもの）を数本引きちぎり、人気のない場所を探しながら走り続けて16キロ地付近でコースを逸れて消防署の裏の草むらで用を足した（その模様を撮影したカメラマンのカメラを取り上げてフィルムを抜き取ったという）。その後、20秒でコースに復帰してレースを継続した。用を足しているときに2人に抜かれたがこのようなアクシデントがあったにもかかわらず、ショーターは先行したランナーをすべて抜き去り独走（大会新記録）で優勝した。しかも、この記録は1985年に阿部文明が更新するまで12年間大会記録であった。また、上述の1971年のパンアメリカン選手権での優勝もレース中に用を足しながらのものであったという。この珍事はフジテレビ系のテレビ番組『トリビアの泉』で取り上げられ、ショーター本人も出演して「あと2キロ走って良い場所がなかったら皆の前でもやっていたでしょう」「レースに勝つために克服しなければならない障害はいろいろあるが、これはそのひとつに過ぎません。うんこすることさえ競技の一部なんです」と語っている。
上記の通りミュンヘンで生まれており、生誕の地で開かれたオリンピックで金メダルに輝いた。
マラソンのスペシャルドリンクとして「炭酸抜きのコーラ」を使用したことがあった（レースで実際に試した金哲彦いわく、コーラは甘くてべとつくため、喉が渇いているマラソン中に飲むのは決して適していないとのこと）。現在これを行うと、コーラに含まれるカフェインがドーピング規定に引っかかる可能性がある。

## マラソン成績
- 自己最高記録…2時間10分30秒（1972年12月）

| 年月    | 大会名                           | タイム      | 順位   | 備考                            |
| ------- | -------------------------------- | ----------- | ------ | ------------------------------- |
| 1968.08 | アメリカ五輪選考会               | ----------- | (棄権) |                                 |
| 1971.06 | 全米選手権（ユージーン）         | 2:17:44.6   | 2位    |                                 |
| 1971.08 | パンアメリカン大会（カリ）       | 2:22:47     | 優勝   |                                 |
| 1971.12 | 国際マラソン                     | 2:12:50.4   | 優勝   |                                 |
| 1972.07 | アメリカ五輪選考会（ユージーン） | 2:15:57.8   | 2位    |                                 |
| 1972.09 | ミュンヘンオリンピック           | 2:12:19.8   | 優勝   |                                 |
| 1972.12 | 国際マラソン                     | 2:10:30     | 優勝   | 国際マラソン2連覇、自己最高記録 |
| 1973.03 | 毎日マラソン                     | 2:12:03     | 優勝   |                                 |
| 1973.05 | ヘルシンキ国際マラソン           | ----------- | (棄権) |                                 |
| 1973.12 | 国際マラソン                     | 2:11:45     | 優勝   | 国際マラソン3連覇               |
| 1974.12 | 福岡国際マラソン                 | 2:11:31.2   | 優勝   | 福岡国際マラソン4連覇           |
| 1974.12 | ホノルルマラソン                 | 2:33:32     | 4位    |                                 |
| 1975.10 | クロウリー                       | 2:16:29     | 優勝   |                                 |
| 1976.05 | アメリカ五輪選考会（ユージーン） | 2:11:51     | 2位    |                                 |
| 1976.07 | モントリオールオリンピック       | 2:10:45.8   | 2位    |                                 |
| 1976.10 | ニューヨークシティマラソン       | 2:13:12     | 2位    |                                 |

## 著作
- 『フランク・ショーターのランニング・エクササイズ　ウォームアップからクールダウンまでの音楽プログラム(TBSブリタニカSOUNDシリーズ)』（阪急コミュニケーションズ、1989/6、カセットテープ、ISBN 978-4484896564）
- 『走りを極める オリンピック金メダリストによるフルマラソンのためのパーフェクトガイド!!」』（日向やよい(翻訳)、産調出版、2005/11、ISBN 978-4882824527）
- 『フランク・ショーターのマラソン&ランニング(GAIA BOOKS)』（日向やよい(翻訳)、産調出版、2010/4、オリンピック金メダリストによるランニングからフルマラソンまで、心理的効果を引き出す斬新なプログラム、ISBN 978-4882827443）

## メディア出演

### CM
- キヤノン ロサンジェルスオリンピック公式認定35mmカメラ（1984年）

## 関連書籍
- 『フランク・ショーターの闘い　マラソン金メダリストから一流ビジネスマンへ』（疋田好彦(著)、ランナーズ、1980/6）